# Olivier Thomert
Olivier Thomert Jean-marc (Versalles, Francia, 28 de marzo de 1980) es un futbolista  francés retirado. Jugaba de extremo izquierdo y disputó más de 200 encuentros en la primera categoría del fútbol francés. Fue internacional absoluto con la selección de Martinica, con la que jugó tres encuentros.

## Trayectoria
Olivier Thomert es un jugador que ha jugado en muchos clubes, todos de Francia. En 1999, cuando jugaba la CFA 2 con el Levallois, fue descubierto por el Le Mans UC que lo convirtió en profesional.
En 2002, el RC Lens contrató sus servicios por una tasa de transferencia de 1,8 millones de euros. En el Pas-de-Calais, Thomert jugó Liga y Liga de Campeones. Jugó cuatro temporadas y media en el RC Lens.
En enero de 2007, el Stade Rennais lo fichó. Su debut en Rennes era bien difícil que jugara las dos próximas temporadas, bajo las órdenes de Peter Dréossi y Guy Lacombe, con el Stade Rennais. Thomert disputó la final de la Coupe de France en 2009 contra el EA Guingamp que perdió y no pudo evitar la derrota de su equipo (1-2).
Este partido marcó el final de su carrera en el Stade Rennais. Relegado a la suplencia, le dejaron abierta la puerta y abandonó el club el 1 de febrero de 2010. Estuvo a punto de recalar en el RCD Español pero finalmente las negociaciones no fructificaron y decidió por aceptar la oferta del club de su debut profesional, el Le Mans UC. En La Sarthe, pasó seis meses. Marcó cuatro goles pero el Le Mans bajó a 2ª división. De nuevo, libre de contrato, abandonó Francia y fichó por el Hércules CF recién ascendido a la Primera División de España y se comprometió a un año de contrato. A final de temporada, se quedó sin equipo durante la temporada 2011-2012, y acabó fichando por el Le Mans en julio de 2012.

## Clubes
| Club                | País    | Año         | Partidos | Goles |
| ------------------- | ------- | ----------- | -------- | ----- |
| Le Mans             | Francia | 1999 - 2002 | 48       | 7     |
| R. C. Lens          | Francia | 2002 - 2007 | 164      | 17    |
| Stade Rennais F. C. | Francia | 2007 - 2010 | 75       | 10    |
| Le Mans             | Francia | 2010        | 4        | 0     |
| Hércules C. F.      | España  | 2010 - 2011 | 18       | 1     |
| Le Mans             | Francia | 2012-2013   | 15       | 2     |